# Ужгур

Ужгур — река в Варнавинском районе Нижегородской области России. Устье реки находится в 294 км по правому берегу реки Ветлуги. Длина реки составляет 36 км, площадь водосборного бассейна — 191 км².
Исток реки находится в лесах близ границы с Костромской областью в 35 км к северо-западу от посёлка Варнавино. Река течёт на юго-восток, верхнее течение проходит по ненаселённому заболоченному лесу, ближе к устью пересекает шоссе Ветлужский — Варнавино — Ветлуга в деревне Карелиха. Впадает в Ветлугу выше деревни Поташное.

## Данные водного реестра
По данным государственного водного реестра России относится к Верхневолжскому бассейновому округу, водохозяйственный участок реки — Ветлуга от города Ветлуга и до устья, речной подбассейн реки — Волга от впадения Оки до Куйбышевского водохранилища (без бассейна Суры). Речной бассейн реки — (Верхняя) Волга до Куйбышевского водохранилища (без бассейна Оки).
По данным геоинформационной системы водохозяйственного районирования территории РФ, подготовленной Федеральным агентством водных ресурсов:
- Код водного объекта в государственном водном реестре — 08010400212110000042703
- Код по гидрологической изученности (ГИ) — 110004270
- Код бассейна — 08.01.04.002
- Номер тома по ГИ — 10
- Выпуск по ГИ — 0